# بوته آزمایش (نمایشنامه)
بوته آزمایش یک نمایش‌نامه نوشته آرتور میلر نمایش‌نامه‌نویس آمریکایی است. این نمایش‌نامه برای نخستین بار در سال ۱۹۵۳ اجرا شد. داستان نمایش‌نامه برگرفته از محاکمات جادوگری در سیلم در ماساچوست آمریکا در سال‌های ۱۶۹۲ تا ۱۶۹۳ میلادی است. میلر نمایش‌نامه را به عنوان تمثیلی از مک‌کارتیسم نوشت. در دوره مک‌کارتیسم، دولت ایالات متحده نام متهمان به کمونیسم را درفهرست سیاه قرار می‌داد. خود میلر در سال ۱۹۵۶ توسط کمیته فعالیت‌های غیر آمریکایی مجلس نمایندگان مورد مؤاخذه قرار گرفت و به خاطر امتناع از شناسایی دیگر افراد حاضر در جلسات به جرم تحقیر کنگره محکوم شد.

## ترجمه‌های فارسی
این کتاب با نام‌های ساحره‌سوزان و جادوگران شهر سالم در ایران ترجمه و منتشر شده است.
- جادوگران شهر سالم، ترجمه‌ی م-امین موید و رحیم اصغرزاده، تهران: صائب، ۱۳۴۵.